# Mihálygerge
Mihálygerge község Nógrád vármegyében, a Salgótarjáni járásban.

## Fekvése
A Dobroda-patak völgyében, a Karancs hegység északi vonulatai között fekszik Mihálygerge, az Ipoly-vidék jellegzetes szalagtelepülése. Litkétől 3, Salgótarjántól 18 kilométerre fekszik. A falutól, amely a Novohrad-Nógrád UNESCO Globális Geopark települése, légvonalban nincs messze az Ipolytarnóci Ősmaradványok Természetvédelmi Terület sem.
Két különálló területrészből áll, melyek közül a keletebbi lényegesen kisebb a másiknál és csak lakatlan külterületek alkotják, viszont az északi határszéle egybeesik az államhatárral.
A közvetlenül szomszédos települések: észak felől Ipolytarnóc, délkelet felől Egyházasgerge, dél felől Piliny, nyugat felől pedig Litke; különálló településrésze révén azonban határos még kelet felől Karancskeszivel és a szlovákiai Romhánypusztával (Lipovany) is.

### Megközelítése
A községet Vác-Balassagyarmat irányából Szécsényen és Litkén keresztül a 22-es és 2205-ös számú utakon, illetve az M3-as autópályáról a 21-es főúton Hatvanban letérve Salgótarjánig, onnan pedig Litke felé kanyarodva a 2206-os úton lehet megközelíteni. Litkétől számítva az első, Salgótarjántól számítva a negyedik település (Karancsalja, Karancslapujtő és Karancskeszi után). Salgótarjánból naponta többször is rendszeres autóbuszjárat indul a faluba.

## Története
A település a Záh nemzetség ősi birtoka volt. Záh Felicián visegrádi merénylete után a nemzetség javait elkobozták. Mint a többi környező falut, Mihálygergét is az Ákos nemzetségbeli Cselen fia János kapta meg adományként Károly Róbert királytól 1335-ben. Ebben az időben ezen a birtokon feküdt Helimbafalva is, mely beleolvadt Mihálygerge népességébe.
A 16. század első felében Székely, Géczy és Tarnóczy családok voltak a község birtokos urai.
1544-ben Nógrád vármegye török fennhatóság alá került, 1562-ben a török igazgatás rendjében a szécsényi szandzsákhoz tartozott. A török adóösszeírásokban 17 házzal szerepel.
1598-ban Piliny család a birtokosa. A török hódoltság peremén lévő falvak rendszeres pusztítása, háborús felégetése csak 1683-ban Hollókő és Szécsény városok visszafoglalásával ért véget.
A 18. században, mint Bene-birtokot a Szent-Iványi család használta zálogjogon. A 19. század első felében a Bene, a Darvas és a Gyürky családok birtokolták, míg a 19-20. század fordulóján a legjelentősebb nagybirtokos Mocsáry István volt. Az ő mindössze 2800 holdas birtoka mintaértékű, modernizálódó birtok, ahol nagyon sok mihálygergei lakos talált munkát. Ezen birtok 3000 nemes fajú almafáján jelentős kereskedelmi értékű alma termett, paradicsomültetvényei az egész térség piacát ellátták. Nemcsak kertészete, de angol telivér csikói, lovai és szarvasmarha-tenyészete is megyeszerte híres volt. A 20. század világégései, az első és második világháború megtizedelte Mihálygerge lakosságát is.
A 20. század elején Nógrád vármegye Szécsényi járásához tartozott.

## Közélete

### Polgármesterei
- 1990–1994: Zsély Gyula (független)[3]
- 1994–1998: Zsély Gyula (független)[4]
- 1998–2002: Varga Imre (Fidesz-FKgP-MDF-KDNP-MDNP-MKDSZ)[5]
- 2002–2006: Varga Imre (Fidesz-MKDSZ-MDF)[6]
- 2006–2010: Szikoráné Sebestyén Katalin (független)[7]
- 2010–2014: Szikoráné Sebestyén Katalin (független)[8]
- 2014–2019: Szikoráné Sebestyén Katalin (független)[9]
- 2019–2024: Szikoráné Sebestyén Katalin (független)[10]
- 2024– : Szikoráné Sebestyén Katalin (független)[1]

## Népesség
A település népességének változása:
| Lakosok száma | 595  | 585  | 568  | 531  | 509  | 505  | 506  |
|               | 2013 | 2014 | 2015 | 2021 | 2022 | 2023 | 2024 |

1910-ben 560 magyar lakosa volt, melyből 522 római katolikus volt.
2001-ben a település lakosságának 96%-a magyar, 4%-a cigány nemzetiségűnek vallotta magát.
A 2011-es népszámlálás során a lakosok 82,5%-a magyarnak, 4,3% cigánynak, 0,3% németnek, 0,2% románnak, 0,3% szlováknak mondta magát (17,5% nem nyilatkozott; a kettős identitások miatt a végösszeg nagyobb lehet 100%-nál). A vallási megoszlás a következő volt: római katolikus 69,4%, református 1%, evangélikus 0,5%, görögkatolikus 0,3%, felekezeten kívüli 4,8% (23,3% nem nyilatkozott).
2022-ben a lakosság 94,1%-a vallotta magát magyarnak, 2,6% cigánynak, 1,6% szlováknak, 0,6% németnek, 0,6% románnak, 2,6% egyéb, nem hazai nemzetiségűnek (5,7% nem nyilatkozott; a kettős identitások miatt a végösszeg nagyobb lehet 100%-nál). Vallásuk szerint 48,7% volt római katolikus, 1,6% református, 0,2% evangélikus, 0,4% egyéb keresztény, 0,6% egyéb katolikus, 5,3% felekezeten kívüli (42,8% nem válaszolt).

## Földrajza
A községet körülvevő hegycsúcsok (Veréb-hegy 291 m, Kőszegő 343 m, Tarnóc 308 m) nem nyúlnak magasra, a Füleki-hegy és a Mész-hegy már egyenesen a hegység dombvidékké szelídülését példázza. A vidék a földtörténet 20-22 millió évvel ezelőtti korszakában a miocén kori szigettengerként előrenyomuló víz és az ismétlődő vulkáni tevé- kenység váltakozásában formálódott. A lávakitörések, feltöltődések, elmocsarasodások, tenger-előrenyomulások ritmusa háromszor ismétlődött meg. Ezek „terméke” a nógrádi kőszén mint ahogy a községhez igen közel lévő Ipolytarnóc-Csapásvölgyi őstörténeti természeti értékek, az ősfenyő és ősállatmaradványok is. A Nógrádban meglévő 441 millió tonnányi szénvagyon jelentős része ezen a területen helyezkedik el, a Dobroda térségében.
E vidéken jelentős a vaddisznóállomány, de az őz-és gímszarvas-állomány is említést érdemel.
A környék természeti kincseinek ritkaságértéke, az ipolytarnóci határátkelő közelsége együtt van jelen a falu jelenlegi történetében az Ipoly, a Dobroda-patak, a Jégerfő, a Lom-patak szélsőséges áradás-jelenségeivel. Annak ellenére, hogy több mint 40 éve működik a megyeszékhely térségét jó ivóvízzel ellátó vízkiemelő-tisztító-továbbító rendszer, valamint a Dobroda Vízműtársulás, mégis hihetetlen károkat okoz egy-egy évben a fékezhetetlen ár.
A mihálygergei tározó a horgászok paradicsoma. Jelentős a busa-és pontyállomány, de ragadozóhalak is szép számmal találhatók. A csuka és a süllő mellett megtalálható a balin is. A tározót madarászok is látogatják. Szerencsés esetben az igen ritka halászsas is megfigyelhető zsákmányszerzés közben.

## Kultúra
A Nógrádi Folklórfesztivál egyik állandó helyszíne Mihálygerge, ahol hat jelentős folklór együttes működik, az ifjúság, az idősebbek és a gyermekek körében. Az 1976-ban alakult Ipoly Néptánc Együttes 1999-ben Grand Prix díjat kapott, utánpótlásukat a Laboda Gyermek Tánccsoport biztosítja. 1998-ban és 1999-ben az Országos Népzenei Verseny első helyezettje a Tücsök Zenekar, mely 1992-ben alakult és 1998-ban Arany Páva díjat is kapott. Első kazettájuk már megjelent. Aranyminősítésűek a Szájharmonika Együttes, illetve a Dobroda Hagyományőrző Együttes; utóbbiak nemcsak a helyi hagyományok feltárásában jeleskednek, de kórusként is fellépnek.
- Ipoly Néptáncegyüttes
- Tücsök Zenekar
- Dobroda Hagyományőrző Együttes
- Jázmin Egyesület
- Laboda Gyermek Tánccsoport
- Szájharmonika Zenekar

## Sport
- Mihálygerge SE
- A helyi focicsapat évek óta többször nyer bajnokságot

|  |

## Nevezetességei
- Az ország legnagyobb millenniumi emlékműve (11 méter magas, Kocsis Előd alkotása; az emlékmű többek között egy turulból és egy napkorongból áll).[14][15]
- Római katolikus templom
- Komra-völgyi víztározó (horgászhely)

|  |  |  |

## Egyesületek, alapítványok
- Jázmin Egyesület

A kis településen élő lányok, asszonyok - kortól függetlenül - , vesznek részt a közösség tevékenységében.
Szívesen vannak együtt, és egymástól és másoktól is tanulnak.
Programok között szerepel a kirándulások szervezése, a hagyományok megismerése és ápolása.
Fontos cél tenni valamit az egészséges életmódért és a környezetvédelemért.
(Mindezt kötetlenül és jó hangulatban.)
- Mihálygergéért Alapítvány
- 3184 Mihálygerge, Rákóczi út 40.
- Elnök: Egyed Rudolf
- Telefon: 06-32/451-117 - 06-30/240-3507
- Mihálygerge SE
- Labdarúgó szakosztály
- Elnök: Gordos Tamás
- Edző: Pál(Bata) Gyula
- Összefogás Mihálygerge Egyházközségéért Alapítvány
- 3184 Mihálygerge, Rákóczi út 26.
- Elnök: Varga József
- Telefon: 06-32/451-204 - 06-20/571-9668